# Stephen Budiansky
Stephen Budiansky (né le 3 mars 1957) est un écrivain, historien et biographe américain, surtout connu pour ses livres sur le comportement animal et sa critique des droits des animaux. Il est également l'auteur d'un certain nombre de publications scientifiques portant sur l'histoire de la cryptographie, l'histoire militaire et du renseignement, et la musique.

## Jeunesse et carrière
Stephen Budiansky est né le 3 mars 1957 à Boston, fils de Bernard Budiansky, professeur de mécanique des structures à l'Université Harvard. Il a grandi à Lexington, dans le Massachusetts, et est diplômé de la Lexington High School. Il a obtenu un baccalauréat en chimie à l'Université de Yale en 1978 et une maîtrise en mathématiques appliquées à l'Université Harvard en 1979. De 1979 à 1982, il a été rédacteur en chef de magazine et producteur de radio à l'American Chemical Society à Washington, DC. Il a été rédacteur en chef de la revue Environmental Science & Technology de l'American Chemical Society et producteur de l'émission de radio Man and Molecules de la Société.

## Journalisme et livres
Budiansky a rejoint l'équipe de la revue scientifique Nature en tant que correspondant à Washington et en a ensuite été le rédacteur en chef à Washington. En 1985-1986, il était membre du Congrès au Bureau d'évaluation technologique du Congrès américain, où il a co-écrit une étude sur les technologies avancées d'armes conventionnelles comme moyen de réduire la dépendance de l'OTAN à l'égard de la dissuasion nucléaire.
En 1986, Budiansky rejoint l'équipe de US News & World Report, où il travaille pendant douze ans dans divers postes de rédaction et d'édition, couvrant les questions scientifiques et de sécurité nationale. Il a finalement occupé le poste de rédacteur en chef adjoint du magazine, le poste éditorial n°3. Après avoir quitté US News, Budiansky a critiqué son classement dans les collèges et universités.
Depuis 1998, Budiansky est auteur à plein temps et collaborateur indépendant de publications telles que The Atlantic Monthly, The New York Times, The Washington Post et The Economist . Ses écrits portent sur trois domaines principaux : la biographie intellectuelle ; histoire militaire, et l'évolution et le comportement des animaux domestiques[réf. nécessaire].
De 2007 à 2008, il est rédacteur en chef du magazine World War II, dont il a supervisé une refonte complète en faisant appel à des écrivains et historiens de renom pour contribuer à la publication. Il est également membre du comité de rédaction de Cryptologia, la revue scientifique des codes du décryptage.[réf. nécessaire].
Son article de 2005 intitulé The Kids Play Great. But That Music..., dans le Washington Post, consacré à la mauvaise qualité du répertoire musical scolaire, a suscité une attention et une controverse considérables parmi les professeurs de musique et les compositeurs[réf. nécessaire]. Il a ensuite collaboré avec Tim Foley, le 26e directeur du United States Marine Band, sur un article scientifique explorant plus en détail le problème et recommandant des solutions.

## Opinions sur les animaux
Budiansky est un fervent critique des droits des animaux, et a défendu l'agriculture animale,,. Il est en désaccord avec les droits des animaux pour "des raisons morales, biologiques, sociales, juridiques, philosophiques, évolutives et esthétiques". Il soutient la chasse au renard, et est membre du Loudoun Hunt Club,.
En 1998, Budiansky a écrit If a Lion Could Talk: Animal Intelligence and the Evolution of Consciousness, un regard critique sur la recherche expérimentale sur la cognition animale. Le livre est remarquable pour nier la conscience animale et spécule également que les animaux pourraient ne pas ressentir de douleur,,. Budiansky soutient que les animaux manquent de conscience parce qu'ils n'ont pas de langage et a déclaré que « que les langues provoquent ou non la conscience, le langage est si intimement lié à la conscience que les deux semblent inséparables »,. Budiansky explique le comportement animal à travers une perspective néo-darwinienne comme l'apprentissage associatif et l'adaptation évolutive pour la survie. Il soutient que les animaux ne méritent pas une égale considération parce que, contrairement aux humains, ils n'ont pas de libre arbitre moral.
Le biologiste Jerry Coyne a critiqué le livre de manière négative, notant que « les principaux problèmes liés aux propres conclusions de Budiansky sont clairs pour ceux qui connaissent la littérature scientifique. L'auteur lance des attaques apparemment dévastatrices et non réfutées contre les expériences, mais en réalité, bon nombre de ces études semblent tout à fait crédibles ». Le philosophe Jerry Fodor a donné au livre une critique mitigée, affirmant qu'il est facile à lire et bien documenté, mais conteste Budiansky pour avoir tenté d'expliquer les cas d'intelligence animale par l'apprentissage associatif, et fait remarquer que c'est « principalement sa passion pour le Canon de Morgan qui transforme le livre de Budiansky en une chasse obsessionnelle aux failles des arguments ou des expériences suggérant que les animaux pourraient être intelligents.
Budiansky, dans son livre The Covenant of the Wild, soutient que la domestication des animaux n'est pas un acte d'exploitation mais une stratégie évolutive qui a profité aux animaux et aux humains,,. Le livre a été décrit comme une tentative de discréditer les droits des animaux et le mouvement environnemental,,. Le paléontologue Niles Eldredge a critiqué négativement une grande partie de The Covenant of the Wild, notant que de nombreux arguments de Budiansky transmettent un faux message et sont motivés par l'émotion. Eldredge a suggéré que Budiansky manque de connaissances sur la biologie évolutive car il a confondu la sélection artificielle avec la sélection naturelle et a critiqué le livre pour avoir regroupé le mouvement des droits des animaux avec les préoccupations des défenseurs de l'environnement concernant l'extinction des espèces. Eldredge a conclu que "les défenseurs de l'environnement ne sont pas des sentimentalistes aux larmes aux yeux ou des gens qui veulent revenir à un fantasme d'un état naturel vierge, comme Budiansky s'efforce si puissamment de nous en convaincre". L'idée de Budiansky selon laquelle la domestication est née d'un « contrat animal » avec les humains a été décrite comme « discréditée avec succès »,.
Budiansky est l'auteur de The Nature of Horses, qui a reçu des critiques positives,. La paléontologue Christine Janis a félicité Budiansky pour son intérêt personnel pour les chevaux, et a recommandé son livre comme lecture appropriée à utiliser lors d'un séminaire de premier cycle. Janis a suggéré que "le livre présente une excellente couverture des découvertes scientifiques récentes et des idées concernant les chevaux, écrites à la fois pour le profane et le scientifique".

## Vie privée
Stephen Budiansky vit dans une petite ferme du comté de Loudoun, en Virginie. Il a épousé Martha Polkey en 1982. Ils ont une fille et un fils.

## Prix
Budiansky a reçu une bourse de la Fondation John Simon Guggenheim Memorial en 2011 pour compléter sa biographie du compositeur américain Charles Ives. En 2006, il était chercheur en résidence Caroline D. Bain au Smith College. Il a reçu le Distinguished Writing Award de l'Army Historical Foundation en 2004 pour un article dans American Heritage sur le chef du renseignement de la guerre civile , George H. Sharpe . Deux de ses livres ont été présélectionnés pour le Prix Rhône-Poulenc du livre scientifique[réf. nécessaire].

## Publications sélectionnées
- Journey to the Edge of Reason: The Life of Kurt Gödel (2021).
- Oliver Wendell Holmes: A Life in War, Law, and Ideas (2019).
- Code Warriors: NSA's Codebreakers and the Secret Intelligence War Against the Soviet Union (2017).
- Mad Music: Charles Ives, the Nostalgic Rebel (2014). University Press of New England.
- Blackett's War: The Men Who Defeated the Nazi U-Boats and Brought Science to the Art of Warfare (2013). Knopf.
- Perilous Fight: America's Intrepid War with Britain on the High Seas, 1812–1815 (2011). Knopf.
- Murder, by the Book (2008). Black Sheep Press.
- The Bloody Shirt: Terror After the Civil War (2007). Viking.
- Her Majesty's Spymaster: Elizabeth I, Sir Francis Walsingham, and the Birth of Modern Espionage (2005). Viking.
- Air Power: The Men, Machines, and Ideas That Revolutionized War, from Kitty Hawk to Iraq (2004). Viking.
- The Character of Cats (2002). Viking.
- The Truth About Dogs (2000). Viking.
- The World According to Horses: How They Run, See, and Think (2000). Henry Holt.
- Battle of Wits: The Complete Story of Codebreaking in World War II (2000). Free Press.
- If a Lion Could Talk: Animal Intelligence and the Evolution of Consciousness (1998). Free Press.
- The Nature of Horses (1997). Free Press.
- Nature's Keepers (1995). Free Press.
- The Covenant of the Wild (1992). Yale University Press (reprint ed, 1999).